# Milton Stanley Livingston
Pour les articles homonymes, voir Livingston.
Milton Stanley Livingston (né le 25 mai 1905 – mort le 25 août 1986) est un physicien américain. Il a été professeur au Massachusetts Institute of Technology et a été à la tête de l'Accelerator Project du laboratoire national de Brookhaven ainsi que directeur du Cambridge Electron Accelerator,. Membre de l'Académie nationale des sciences, il a remporté le prix Enrico Fermi décerné par le département de l'Énergie des États-Unis.
Il est principalement connu pour avoir coréalisé, avec Ernest Orlando Lawrence, le premier cyclotron et pour avoir codécouvert, avec Ernest Courant (en) et Hartland Snyder, le principe de focalisation forte, principe fondamental dans le développement d'accélérateurs de particules à grande échelle.
Milton Stanley Livingston est mort le 25 août 1986 de complications engendrées par un cancer de la prostate.